# Stefan Zekorn
Stefan Zekorn (ur. 3 października 1959 w Datteln) – niemiecki duchowny rzymskokatolicki, biskup pomocniczy Münsteru od 2011.

## Życiorys
Święcenia kapłańskie otrzymał 8 października 1984 z rąk kardynała Joachima Meisnera. Pracował głównie w parafiach diecezji Münster, był także m.in. sekretarzem biskupim, promotorem sprawiedliwości w sądzie kościelnym oraz ceremoniarzem katedralnym.
3 grudnia 2010 papież Benedykt XVI mianował go biskupem pomocniczym diecezji Münster, ze stolicą tytularną Aquae Albae in Mauretania. Sakry biskupiej udzielił mu bp Felix Genn. Po sakrze został wikariuszem biskupim dla rejonów Münster i Warendorf, a od 2017 odpowiada także za region Coesfeld.